# Jump Force
Jump Force es un videojuego de lucha desarrollado por Spike Chunsoft y distribuido por Bandai Namco, para las plataformas PlayStation 4, Xbox One Microsoft Windows y Nintendo Switch (Deluxe Edition). El juego está protagonizado por personajes de mangas publicados en la revista Shōnen Jump con motivo de conmemorar el 50° aniversario de la revista, Sus fechas de lanzamiento son el 15 de febrero de 2019 (Standard y Coleccionista) y el 28 de agosto de 2020 (Deluxe Edition). El 10 de noviembre de 2021, Bandai Namco anunció la suspensión del juego. Su exclusión de las tiendas digitales está programada para el 8 de febrero de 2022, seguida del cierre de sus servidores en línea el 24 de agosto.

## Argumento
Cuando el mundo real choca con muchos de los universos de la Shōnen Jump, la humanidad es invadida por los "Venoms", un ejército de villanos controlados mentalmente y liderados por Kane y Galena. Con el fin de contraatacar, muchos héroes son reclutados para unirse a la "Jump Force" bajo el liderazgo del Director Glover y su A.I. socio navegador. Pero una figura sospechosa está utilizando tanto la Jump Force como los Venoms como un intento de obtener un artefacto misterioso y fusionar todos los mundos en uno solo.

## Jugabilidad
Jump Force es un juego de lucha 1-v-1 en el que el jugador controla un equipo de tres personajes de una selección de varias series de manga que aparecen en la revista semanal Shōnen Jump. Los jugadores controlan un personaje a la vez, mientras que los otros se usan como apoyo, y los jugadores pueden cambiar entre ellos durante la batalla. Las funciones de combate son similares a las del juego de lucha Jump, J-Stars Victory Vs, con jugadores que se mueven por un espacio 3D y utilizan varios combos y movimientos especiales para atacar a sus oponentes. El partido termina cuando un equipo agota la barra de salud del otro.

### Escenarios
| - Nueva York - Matterhorn - Hong Kong - Japón - México - París - San Francisco - Nueva Zelanda | - Planeta Namek - Marineford - Villa oculta de la hoja - Torneo de artes marciales (DLC) - Valle del fin (DLC) - Whole Cake Island (DLC) - Los Ángeles (DLC) |

### Personajes
La lista de lanzamiento del juego presenta 40 personajes jugables de 16 series, con 14 personajes adicionales disponibles como contenido descargable a través de Character Passes y tres agregados como parte de una actualización gratuita para un total de 57 personajes. Además, los jugadores deben crear su propio personaje jugable único, personalizándolos con habilidades, atuendos y accesorios obtenidos a través del juego.
| Black Clover - Asta Bleach - Ichigo Kurosaki - Rukia Kuchiki - Sosuke Aizen - Renji Abarai - Toshiro Hitsugaya (DLC) - Grimmjow Jaegerjaquez (DLC) - Yoruichi Shihōin (DLC) Boruto: Naruto Next Generations - Boruto Uzumaki City Hunter - Ryo Saeba Dragon Ball - Goku - Freezer - Vegeta - Piccolo - Cell - Trunks - Majin Buu (DLC) Dragon Quest: Dai no Daibouken - Dai Fist of the North Star - Kenshiro Hunter x Hunter - Gon Freecss - Hisoka Morow - Killua Zoldyck - Kurapika - Biscuit Krueger (DLC) - Meruem (DLC) JoJo's Bizarre Adventure - Jotaro Kujo - Dio Brando - Giorno Giovanna (DLC) | My Hero Academia - Izuku Midoriya - All Might (DLC) - Katsuki Bakugo (DLC) - Shoto Todoroki (DLC) Naruto - Naruto Uzumaki - Sasuke Uchiha - Gaara - Kakashi Hatake - Kaguya Otsutsuki - Madara Uchiha (DLC) One Piece - Monkey D. Luffy - Roronoa Zoro - Sanji - Marshall D. Teach - Sabo - Boa Hancock - Trafalgar Law (DLC) Rurouni Kenshin - Kenshin Himura - Makoto Shishio Saint Seiya - Seiya de Pegaso - Shiryu de Dragón Yu-Gi-Oh! - Yūgi Mutō - Seto Kaiba (DLC) Yū Yū Hakusho - Yusuke Urameshi - Toguro el Menor - Hiei (DLC) |

Los villanos principales del juego, Kane y Galena, personajes originales creados por Akira Toriyama, también serán jugables. Light Yagami y Ryuk de Death Note aparecerán en el modo historia del juego pero no serán personajes jugables, de la misma forma que otros personajes creados por Toriyama.

## Edición coleccionista
Jump Force cuenta con una edición coleccionista que incluye el juego completo, una caja metálica, una figura de 30 centímetros con Goku, Luffy y Naruto, el pase de temporada que añadirá 9 personajes y tres láminas de arte.

## Desarrollo
Jump Force fue anunciado en el E3 2018 durante la conferencia de Microsoft. El tráiler presentó a Goku, Naruto y Luffy haciendo equipo para derrotar a Freezer en una locación que parecía ser en Estados Unidos. En la escena final del anuncio se pudo observar a Light Yagami acompañado por Ryuk.
El juego tuvo una beta cerrada dividida en cuatro sesiones de dos horas durante los días 12 y 13 de octubre de 2018. El acceso a esta prueba solo estuvo disponible para usuarios de las consolas PlayStation 4 y Xbox One. En la beta los jugadores pudieron disputar combates con 15 personajes en 4 escenarios distintos.

## Recepción
El juego recibió "críticas mixtas a negativas" según el agregador de reseñas Metacritic.

## Ventas
En Japón, se vendieron aproximadamente 76,894 unidades físicas para PS4 durante su semana de lanzamiento, convirtiéndose en el juego más vendido esa semana. A partir del 17 de marzo de 2019, la versión de PS4 ha vendido 190,214 unidades físicas en Japón.
En Norteamérica, el juego debutó en el número dos en la tabla de ventas mensuales de NPD para febrero de 2019, solo por detrás de Anthem. Jump Force es el cuarto juego más vendido de América del Norte en 2019 (solo por detrás de Kingdom Hearts III, Anthem y Resident Evil 2), y tuvo el tercer mes más alto en ventas de un juego de Bandai Namco en el territorio.
En el Reino Unido, Jump Force debutó en el número cuatro en los gráficos semanales, y la versión de PS4 representó el 74% de las ventas de lanzamiento. Steam Spy estima que la versión para PC se vendió entre 50,000 y 100,000 unidades en todo el mundo en la plataforma Steam, a partir del 23 de marzo de 2019.

## Premios
| Año  | Premio                      | Categoría                   | Resultado | Ref    |
| ---- | --------------------------- | --------------------------- | --------- | ------ |
| 2018 | Game Critics Awards         | Mejor juego de lucha        | Nominado  | [ 46 ] |
| 2019 | The Game Awards 2019        | Mejor juego de lucha        | Nominado  | [ 47 ] |
| 2020 | 23rd Annual D.I.C.E. Awards | Juego de lucha del año      | Nominado  | [ 48 ] |
| 2020 | NAVGTR Awards               | Juego, lucha de franquicias | Nominado  | [ 49 ] |